# Les Crises de l'âme
Albums de Jeanne Mas
Jeanne Mas en concert L'art des femmes
Singles
1. Y'a des bons...
Sortie : février 1989
2. J'accuse
Sortie : juin 1989
3. Carolyne
Sortie : septembre 1989
4. Bébé rock
Sortie : janvier 1990

Les Crises de l'âme est le troisième album studio de Jeanne Mas, sorti en février 1989.
Cet album aborde des thèmes plus engagés et intimistes sur des compositions un peu moins commerciales qu'à l'accoutumée. Classé n°1 en France il est certifié Disque de Platine en 1989 pour plus de 390 000 exemplaires vendus. Quatre singles en sont extraits : Y'a des bons, J'accuse, Carolyne et Bébé rock.
Ce disque, jugé comme « engagé », connaît des ventes en nette baisse par rapport à son précédent opus, et est marqué par l'absence de réels tubes : seul le premier single, Y'a des bons..., se classera au Top 50, où il atteindra la 13e place.
On retrouve sur cet album des musiciens de Peter Gabriel, le guitariste David Rhodes, le bassiste Tony Levin aussi réputé comme membre de King Crimson, ainsi que le batteur Manu Katché.

## Titres
| No  | Titre               | Auteur                                                          | Durée |
| --- | ------------------- | --------------------------------------------------------------- | ----- |
| 1.  | Les Crises de l'âme | Jeanne Mas, Massimo Calabrese, Piero Calabrese, Roberto Zanelli | 5:00  |
| 2.  | Carolyne            | Jeanne Mas, Massimo Calabrese, Piero Calabrese, Roberto Zanelli | 4:00  |
| 3.  | Tango               | Jeanne Mas                                                      | 4:57  |
| 4.  | Y'a des bons...     | Jeanne Mas, Massimo Calabrese, Piero Calabrese, Roberto Zanelli | 4:54  |
| 5.  | Bébé rock           | Jeanne Mas                                                      | 5:20  |
| 6.  | Contre toi          | Jeanne Mas, Massimo Calabrese, Piero Calabrese, Roberto Zanelli | 3:30  |
| 7.  | Flip trip           | Jeanne Mas, Pasquale Minieri                                    | 4:27  |
| 8.  | Bulles              | Jeanne Mas, Massimo Calabrese, Piero Calabrese, Roberto Zanelli | 4:23  |
| 9.  | J'accuse            | Jeanne Mas, Massimo Calabrese, Piero Calabrese, Roberto Zanelli | 4:55  |
| 10. | Comme un héros      | Jeanne Mas, Massimo Calabrese, Piero Calabrese, Roberto Zanelli | 5:03  |
| 11. | Dites-lui           | Jeanne Mas                                                      | 1:52  |

## Personnel
- Piero Calabrese - Claviers, programmation, arrangements
- David Rhodes - Guitares
- Marco Papazian - Guitare sur Les crises de l'âme
- José Souc - Guitare acoustique sur Tango
- Tony Levin - Basse, Chapman stick
- Patrick Bourgoin - Saxophones
- Manu Katché - Batterie
- Steve Shehan - Percussions
- Graziella Madrigal - Chœurs sur Bulles

## Production
- Jeanne Mas, Piero Calabrese - Production
- Ingénieurs du son et mixage - Gordon Lyon
- Assistants - Laurent Patte, Olivier Richter
- Batterie enregistrée par Nicolas Garin au Studio Davout
- Arrangements - Piero Calabrese
- Photographie - Ennio Antonangeli
- Design - Jeanne Mas

## TournéeBercy 1989
Bercy 1989 est le nom donné aux concerts de Jeanne Mas en 1989 dans cette même salle, les 29 et 30 septembre ainsi que les 3 et 4 octobre, et qui suivent la sortie de l'album.
Jeanne Mas devient alors à l'époque la première artiste française à se produire dans cette salle.
Ce sont un public et des médias divisés qui accompagnent Jeanne Mas dans l'aventure Bercy, et de gros moyens sont mis en œuvre pour ces concerts : chorégraphies, lumières, décors. Cependant, après quelques dates en province, la tournée qui devait suivre est annulée à la fin du dernier concert donné à Bercy.
Jeanne Mas, qui avait marqué les années 1980 en France avec une série de succès classés au Top 50 et dans une partie de la francophonie, se retrouve alors, en seulement quelques mois, confrontée à une désaffection durable auprès du public et des critiques.

### Titres interprétés sur scène
- Les Crises de l'âme
- Sauvez-moi
- Carolyne
- Bébé Rock
- Tango
- Y'a des bons
- En rouge et noir
- Flip Trip
- J'accuse
- Cœur en stéréo
- Medley (Ideali-Lisa-Suspens)
- Bulles
- Tous les cris les SOS
- Contre toi
- Comme un héros
- Toute Première Fois
- Johnny, Johnny
- Dites-lui

### Informations diverses
- Conception du spectacle : Jeanne Mas
- Arrangements : Piero Calabresse
- Choristes : Jocelyne Lacaille, Leila Hadi
- Musiciens : Danielo Madonia , Claudio Guidetti, Luca Pirozi, Franco Ventura, Carlo Pennisi, Jean-Claude Ceccarelli
- Danseurs : Bruno Henri, Jean-Luc Gervelas, Laurent Lesdema, Thierry-Henri Armattafet, Alberto Junior Ameda, Michel Ressiga, Mia Frye
- Chorégraphies : Mia Frye assistée de Michel Ressiga
- Régie générale : Robert Adamy
- Sonorisation de la salle : Gérard Trévignon
- Sonorisation de la scène : Gérard Trévignon, assisté de Gilles Meignan et de André Corbeil
- Techniciens son : Olivier Soulier, Joél Le Cann
- Conception des éclairages et réalisation : Rock Ségovia et Gilbert Azzam
- Assistants aux éclairages : Pascal Stribi, Nicolas Manichon, Jean-Pierre Prost, Luc Petit, Fernand Segovia, Jean-Dominique Cardon,Didier Vitcoq, Bernie Provot
- Backline : Christian Corot, Philippe Maucourt
- Effets Pani : Marie-Jeanne Gauthe, Paul Souverbie
- Catering : Thaly et Coco
- Costumes : Jeanne Mas, Christine Jacquin
- Management : Christian Blanchard
- Production du spectacle : "Limelight Productions" : Robert Bialek, Claude Jarroir
- Photographe : Bernard Mouillon